# Cacia collarti
Cacia collarti är en skalbaggsart som beskrevs av Stefan von Breuning 1960. Cacia collarti ingår i släktet Cacia och familjen långhorningar. Inga underarter finns listade.